# Eladio Zilbeti Azparren
Eladio Zilbeti Azparren (Pamplona, 4 de desembre de 1898 - Etxauri, 16 de gener de 1937) va ser un dirigent esportiu i polític basc, un dels fundadors del Club Atlético Osasuna l'any 1920, i membre i promotor del partit Acció Nacionalista Basca (ANB). El 16 de gener de 1937, autoritats franquistes el van afusellar a prop d'Etxauri.

## Trajectòria
Nascut a la ciutat de Pamplona el 4 de desembre de 1898, va ser el gran de sis germans. El seu pare, Bartolomé, era d'Auritz i la seva mare, María, del llogaret de Bizkarreta, al municipi d'Erroibar. Va treballar a la casa d'assegurances Plus Ultra i, més tard, va fundar l'agència Tire. Va començar a participar en activitats esportives, culturals i polítiques de la ciutat des de molt jove. Per aquesta raó, abans dels quinze anys va ser representant de l'Iruña Football Club. L'any 1920 va participar en la creació d'un altre club de futbol de la seva ciutat natal, el Club Atlético Osasuna, fruit de la unió de l'Sportiva i el New Club, i segons alguns investigadors, va ser seva la idea de donar el nom basc a l'equip. L'any 1933 es va unir al partit polític Acció Nacionalista Basca.
Segons el Patrimoni documental de memòria històrica de Navarra, va ser arrestat pels franquistes el 21 de desembre de 1936 i assassinat el 16 de gener de 1937 a la vora de la carretera, a prop de la localitat d'Etxauri. Tenia 38 anys i estava casat amb Joaquina Sánchez Cayuela. L'argument per al seu assassinat va ser que anava en «contra del moviment».

## Llegat
El 16 de setembre de 2017, l'Ajuntament de Pamplona, en el marc del Dia de l'Osasunista, li va retre homenatge amb un carrer i un acte de tribut a prop de l'estadi El Sadar.